# The Rain
The Rain – duński serial fantastycznonaukowy wyprodukowany przez studio Miso Film dla platformy Netflix.
The Rain to także pierwszy duński serial oryginalny Netflix. Dostępny jest na platformie streamingowej od 4 maja 2018 roku.

## Fabuła
Akcja serialu rozgrywa się w świecie spustoszonym przez epidemię zabójczego wirusa rozsiewanego przez tytułowy deszcz. Grupa niedobitków stara się dotrzeć do bezpiecznej strefy. Po drodze do niej muszą zmierzyć się z niebezpieczną postapokaliptyczną rzeczywistością i głodem.

## Twórcy
Twórcami The Rain są Jannik Tai Mosholt (Rząd, Rita, Follow the Money), Esben Toft Jacobsen (Wielki niedźwiedź, Beyond Beyond) oraz Christian Potalivo (Dicte, Nowi lokatorzy, Long Story Short).

## Obsada

### Główna
- Alba August jako Simone Andersen
- Lucas Lynggaard Tønnesen jako Rasmus Andersen
- Mikkel Følsgaard jako Martin
- Lukas Løkken jako Patrick
- Jessica Dinnage jako Lea
- Sonny Lindberg jako Jean
- Angela Bundalovic jako Beatrice

### Drugoplanowa
- Johannes Bah Kuhnke jako Sten, szef Fredrika
- Lars Simonsen jako dr. Fredrik Andersen
- Jacob Luhmann jako Thomas
- Iben Hjejle jako Ellen Anderson
- Berti De Lorenzi jako młody Rasmus

## Lista odcinków
| N/o | # | Tytuł                   | Polski tytuł                  | Reżyseria                    | Scenariusz         | Premiera    |
| --- | - | ----------------------- | ----------------------------- | ---------------------------- | ------------------ | ----------- |
| 1   | 1 | Stay Inside             | Nie wychodź                   | Kenneth Kainz                | Jannik Tai Mosholt | 4 maja 2018 |
| 2   | 2 | Stay Together           | Nie oddalaj się               | Kenneth Kainz                | Jannik Tai Mosholt | 4 maja 2018 |
| 3   | 3 | Avoid the City          | Unikaj miasta                 | Kenneth Kainz                | Jannik Tai Mosholt | 4 maja 2018 |
| 4   | 4 | Trust No One            | Nie ufaj nikomu               | Kenneth Kainz                | Poul Berg          | 4 maja 2018 |
| 5   | 5 | Have Faith              | Nie trać wiary                | Natasha Arthy, Kenneth Kainz | Mette Heeno        | 4 maja 2018 |
| 6   | 6 | Keep Your Friends Close | Trzymaj się blisko przyjaciół | Natasha Arthy, Kenneth Kainz | Jannik Tai Mosholt | 4 maja 2018 |
| 7   | 7 | Don't Talk to Strangers | Nie rozmawiaj z obcymi        | Natasha Arthy, Kenneth Kainz | Poul Berg          | 4 maja 2018 |
| 8   | 8 | Trust Your Instincts    | Kieruj się instynktem         | Natasha Arthy, Kenneth Kainz | Jannik Tai Mosholt | 4 maja 2018 |